# 天主教奥尔维耶托-托迪教区
天主教奥尔维耶托-托迪教区是罗马天主教在意大利中部设立的一个教区，奥尔维耶托教区与托迪教区於1986年合并而成。该教区直属聖座。

## 历史
在哥特战争期间，奥尔维托由哥特人防卫了很长一段时间。后来，落入伦巴第人手中（606年）。自10世纪末起该市由宣誓效忠主教的领事管理，主教自1201年起直接管辖。
第一位已知的奥尔维耶托教區主教是若望（约590年），591年出现了坎迪杜斯主教。方濟各·莫纳尔代斯基（1280年）为兴建主教座堂贡献甚多。1528年，教宗克勉七世前来寻求避难。
現任教區主教為懷德·西吉斯蒙迪，榮休主教為若望·斯卡納維諾和本篤·圖齊亞。